# Gonomyia diplacantha
Gonomyia diplacantha är en tvåvingeart som beskrevs av Alexander 1967. Gonomyia diplacantha ingår i släktet Gonomyia och familjen småharkrankar.
Artens utbredningsområde är Peru. Inga underarter finns listade i Catalogue of Life.